# 何渾
何渾（1678年—1744年），甘肅文县人。清朝政治人物、進士出身。
乾隆二十六年，登進士，授廣東存化縣知縣。